# Surfer King
「Surfer King」（サーファー・キング）は、日本のバンド・フジファブリックの通算8枚目のシングル。

## 解説
- この曲には東京スカパラダイスオーケストラが参加している。
- 初回限定盤にのみ「Surfer King」のPVを収録した『コンパクト・ゴールドディスクキドリ仕様』CD EXTRAが付属していた。
- 「Surfer King」のPVには「銀河」の様な踊り等が盛り込まれている。
- 「Live at 両国国技館」に「Day Dripper」のPVらしいものがエンディングとして収録されている。

## 収録曲
| 全作詞・作曲: 志村正彦、全編曲: フジファブリック。 |                 |          |            |      |
| #                                                  | タイトル        | 作詞     | 作曲・編曲 | 時間 |
| 1.                                                 | 「Surfer King」 | 志村正彦 | 志村正彦   | 4:29 |
| 2.                                                 | 「Day Dripper」 | 志村正彦 | 志村正彦   | 4:18 |